# 신현수 (법조인)
신현수(申炫秀, 1958년 10월 21일 ~ )은 대한민국의 검사 출신 법조인이다. 문재인 정부 대통령비서실 민정수석비서관을 지냈다.

## 학력
- 여의도고등학교 졸업
- 서울대학교 법학 학사

## 경력
- 1984 : 제26회 사법시험 합격
- 1990 : 제16기 사법연수원 수료
- 1990 ~ 1992 : 부산지방검찰청 검사
- 1992 ~ 1993 : 수원지방검찰청 여주지청 검사
- 1993 ~ 1995 : 서울중앙지방검찰청 검사
- 1996 ~ 1998 : 대검찰청 중앙수사부 연구관
- 1999 ~ 2001 : 주UN대한민국대표부 법무협력관
- 2001 : 부산고등검찰청 검사
- 2001 ~ 2002 : 제주지방검찰청 형사1부장검사
- 2002 ~ 2003 : 대검찰청 정보통신과 과장
- 2003 ~ 2004 : 대검찰청 마약과 과장
- 2004 ~ 2005 : 대통령비서실 민정수석비서관실 사정비서관
- 2005 : 김&장 법률사무소 변호사
- 2006 ~ 2009 : 국세청 고문변호사
- 2008 ~ 2010 : 대검찰청 검찰정책자문위원회 위원
- 2010 : 국가경쟁력강화위원회 법제도선진화TF 위원
- 2010 : 제52회 사법시험 제3차 시험위원
- 2011 : 법제처 법령해석심의위원회 위원
- 2011 : SK가스 사외이사
- 2011.12 ~ 2012.05 : 선거방송심의위원회 위원
- 2017.06 ~ 2018.08 : 국가정보원 기획조정실 실장
- 2020.12 ~ 2021.03 : 대통령비서실 민정수석비서관
- SK가스 고문